# La Salette-Fallavaux
La Salette-Fallavaux – miejscowość i gmina we Francji, w regionie Owernia-Rodan-Alpy, w departamencie Isère.
Według danych na rok 1990 gminę zamieszkiwało 86 osób, a gęstość zaludnienia wynosiła 4 osób/km² (wśród 2880 gmin regionu Rodan-Alpy La Salette-Fallavaux plasuje się na 1534. miejscu pod względem liczby ludności, natomiast pod względem powierzchni na miejscu 441.).
W miejscowości znajduje się sanktuarium maryjne La Salette.